# Glory (Britney Spears)
Glory è il nono  album in studio della cantante statunitense Britney Spears, pubblicato il 26 agosto 2016 dalla RCA Records.

## Descrizione
Sin dall'inizio delle sessioni di registrazione dell'album, la Spears ha dichiarato di voler creare qualcosa di differente rispetto ai suoi lavori precedenti e di voler fare una svolta. A luglio 2016, ad una domanda posta da un fan durante un Q&A su Tumblr, Britney ha risposto dicendo che il nuovo disco «esplora molte cose nuove e differenti», confermando la volontà di cambiare sonorità. Anche in alcune interviste successive, realizzate tra luglio e agosto 2016 Britney ha continuato a ribadire il concetto, senza però fornire ulteriori informazioni.

## Promozione
L'album è stato reso disponibile per il preordine su Apple Music dal 3 agosto 2016. Spears ha pubblicato come primo singolo Make Me... in collaborazione con il rapper G-Eazy il 15 luglio. Insieme al pre-order dell'album è stata pubblicata anche un'altra traccia, intitolata Private Show, già nota essendo stata inserita nella pubblicità del nuovo profumo di Britney, con lo stesso nome della canzone. L'11 agosto viene pubblicato il secondo singolo promozionale, Clumsy. Il 18 agosto viene pubblicato il terzo e ultimo singolo promozionale, Do You Wanna Come Over?. Il 16 novembre 2016 viene pubblicato come secondo e ultimo singolo ufficiale una nuova versione di Slumber Party in collaborazione con Tinashe.
A luglio dello stesso anno, l'artista ha annunciato che si sarebbe esibita all'iHeartRadio Music Festival, il 23 e 24 settembre 2016 alla T-Mobile Arena a Las Vegas. Il 3 agosto Spears partecipa al Jimmy Kimmel Live!, dove insieme ai suoi ballerini ha realizzato uno scherzo al conduttore intrufolandosi di nascosto nella sua camera da letto e improvvisando una performance di Make Me... svegliando Kimmel visibilmente sorpreso. Due giorni dopo Spears ha realizzato un'intervista al programma radio On Air con Ryan Seacrest, dove ha parlato del processo creativo del disco.  Il 12 agosto Spears partecipa al famoso Carpool Karaoke, piccolo sketch del programma The Late Late Show with James Corden. Il 18 agosto ha annunciato la sua presenza agli MTV Video Music Awards, prima esibizione dopo nove anni dall'ultima, nel 2007 dove presentò Gimme More. Inoltre la cantante il 1º settembre si è esibita al Today Show con un'esibizione pre-registrata dal palco del Britney: Piece of Me, cantando Make Me... e Do You Wanna Come Over?. Il 25 agosto Britney conferma poi la presenza ad un altro importante evento musicale, l'Apple Music Festival a Londra dove si è esibita il 27 settembre con un concerto alla Roundhouse.
Il 29 maggio 2020 viene pubblicata una nuova versione dell'album su tutte le piattaforme di distribuzione di musica digitale, accompagnata da una nuova cover realizzata da David LaChapelle e dalla traccia singolo Mood Ring, fino ad allora disponibile esclusivamente per il mercato giapponese.
Il 4 dicembre 2020 viene resa disponibile la ristampa dell'edizione deluxe dell'album in vinile, con la nuova copertina rivelata a maggio dello stesso anno e una grafica rinnovata rispetto alla precedente — che utilizzava fotografie di Randee St. Nicholas ed estrapolate dal video ufficiale di Make Me... — con fotografie tratte dal servizio fotografico del 2016  ad opera di David LaChapelle. Il disco include due inediti della cantante, il singolo Swimming in the Stars e il brano Matches in collaborazione con il gruppo musicale Backstreet Boys, oltre a Mood Ring e dei remix di quest'ultima (tra cui il Pride Remix e l'Ape Drums Remix, pubblicati nel mese di giugno). L'11 dicembre la riedizione della versione deluxe viene rilasciata anche sulle piattaforme digitali.  Il 18 dicembre entra in rotazione radiofonica il quinto singolo estratto dall'album, Matches.  

## Accoglienza
| Recensione         | Giudizio   |
| ------------------ | ---------- |
| Slant Magazine     |            |
| AllMusic           |            |
| Rolling Stone      |            |
| Los Angeles Time   | (positivo) |
| The New York Times | (misto)    |
| Boston Globe       | (positivo) |
| Vice               | (A-)       |

Glory ha ottenuto recensioni positive dalla critica. È il suo secondo album più acclamato da Metacritic con un punteggio di 71 su 100. Sal Cinquemani di Slant Magazine ha definito il sound del disco «innovativo e maturo», ma criticò la canzone Private Show, etichettandola «l'unico vero colpo mancato dell'album». Lodò il cantato della Spears in evoluzione ma aggiunse che se ne notavano comunque i limiti. Maura Johnston del The Boston Globe definì il disco come un album caratterizzato da «un'energia senza briglie» che «funziona bene a modo suo». Jon Parales del The New York Times scrisse che l'album era «monodimensionale», ma notò che il canto di Britney Spears faceva pensare che fosse «ritornata empaticamente in primo piano» e ancora che la cantante sembrava più coinvolta e più presente nel progetto. Mesfin Fekadu dell'Associated Press sottolineò come la Spears abbia «fatto bene i suoi conti e sia saltata sul carrozzone [del R&B]» ma aggiunse che non si trattava di canzoni «genuinamente alla Britney». Il cantato di Britney Spears fu lodato tra gli altri da The Los Angeles Times, che notò un «considerevole miglioramento» rispetto alla voce della cantante in Britney Jean, e sottolineò come «proprio la natura del suo cantato [...] rende Glory un momento così piacevole».

## Tracce
1. Invitation – 3:18 (Britney Spears, Julia Michaels, Justin Tranter, Nick Monson)
2. Make Me... (feat. G-Eazy) – 3:51 (Britney Spears, Matthew Burns, Joe Janiak, G-Eazy)
3. Private Show – 3:54 (Britney Spears, Carla Marie Williams, Justin Tramaine "Young Fyre" Winfrey, Simon Smith)
4. Man on the Moon – 3:46 (Jason Evigan, Ilsey Juber, Phoebe Ryan, Sterling Fox, Marcus Lomax)
5. Just Luv Me – 4:01 (Daniel Omelio, Magnus August Høiberg, Julia Michaels)
6. Clumsy – 3:02 (Talay Riley, Warren "Oak" Felder, Alex Niceforo, Britney Spears)
7. Do You Wanna Come Over? – 3:22 (Mattias Larsson, Robin Fredriksson, Julia Michaels, Justin Tranter, Britney Spears, Sandy Chila)
8. Slumber Party – 3:34 (Mattias Larsson, Robin Fredriksson, Julia Michaels, Justin Tranter)
9. Just Like Me – 2:44 (Britney Spears, Julia Michaels, Justin Tranter, Nick Monson)
10. Love Me Down – 3:18 (Evan Kidd Bogart, Andrew Goldstein, Jesse St. John, Jessica Karpov)
11. Hard to Forget Ya – 3:29 (Oscar Görres, Ian Kirkpatrick, Brittany Coney, Denisia Andrews, Edward Drewett)
12. What You Need – 3:07 (Britney Spears, Carla Marie Williams, Justin Tramaine "Young Fyre" Winfrey, Simon Smith)

Tracce bonus nella riedizione digitale del 2020
1. Mood Ring (By Demand) – 3:50 (Dijon McFarlane, Nicholas Audino, Te Whiti Warbrick, Lewis Hughes, Jon Asher, Melanie Fontana)

Tracce bonus nell'edizione deluxe
1. Better – 3:09 (Britney Spears, Julia Michaels, Justin Tranter, Michael Tucker)
2. Change Your Mind (No seas cortés) – 3:00 (Mattias Larsson, Robin Fredriksson, Julia Michaels, Justin Tranter)
3. Liar – 3:16 (Jason Evigan, Breyan Isaac, Danny Parker, Nash Overstreet)
4. If I'm Dancing – 3:24 (Ian Kirkpatrick, Simon Wilcox, Chantal Kreviazuk)
5. Coupure électrique – 2:20 (Britney Spears, Lance Eric Shipp, Nathalia Marshall, Rachael Kennedy)

Tracce bonus nell'edizione giapponese
1. Mood Ring (By Demand) – 3:50 (Dijon McFarlane, Nicholas Audino, Te Whiti Warbrick, Lewis Hughes, Jon Asher, Melanie Fontana)

Tracce bonus nella riedizione deluxe del 2020
1. Swimming in the Stars – 3:21 (Matthew Koma, Dan Book, Alexei Misoul)
2. Matches (with Backstreet Boys) – 2:53 (Mike Wise, Asia Whiteare, Justin Tranter, Ian Kirkpatrick)
3. Mood Ring (By Demand) (Pride Remix) – 3:12 (Dijon McFarlane, Nicholas Audino, Te Whiti Warbrick, Lewis Hughes, Jon Asher, Melanie Fontana)
4. Mood Ring (By Demand) (Wuki Remix) – 3:06 (Dijon McFarlane, Nicholas Audino, Te Whiti Warbrick, Lewis Hughes, Jon Asher, Melanie Fontana)
5. Mood Ring (By Demand) (Ape Drums Remix) – 3:39 (Dijon McFarlane, Nicholas Audino, Te Whiti Warbrick, Lewis Hughes, Jon Asher, Melanie Fontana)

## Successo commerciale
L'album ottiene un buon posizionamento nelle chart durante la prima settimana di vendite. Negli Stati Uniti, l'album debutta alla posizione numero tre della Billboard 200, vendendo 111 000 copie.
Glory è l'album di Britney Spears che ha avuto la migliore posizione nella classifica italiana, debuttando alla numero uno, battendo quindi il precedente record dell'album Femme Fatale, che si era fermato alla numero quattro.
Nel Regno Unito l'album riesce ad esordire alla numero due, miglior posizionamento da Blackout, che ben nove anni prima aveva ottenuto il medesimo risultato. In Germania, Glory debutta alla posizione numero tre, miglior posizionamento raggiunto dalla cantante in tredici anni, dalla pubblicazione di In the Zone (2003). In Francia, l'album viene accolto più tiepidamente, debuttando alla posizione numero 6 con una vendita 6 339 copie.
A maggio 2020, grazie ad una campagna social organizzata dai fan della cantante, l'album raggiunge nuovamente la vetta delle classifiche iTunes di diversi paesi, conquistando la numero uno anche negli Stati Uniti. La cantante ha ringraziato i fan attraverso il suo profilo Instagram e pochi giorni dopo ha presentato una nuova copertina dell'album, utilizzata inizialmente soltanto per la versione standard digitale e successivamente per la ristampa della versione deluxe in vinile.

## Classifiche
| Classifica (2016) | Posizione massima |
| ----------------- | ----------------- |
| Australia         | 4                 |
| Austria           | 6                 |
| Belgio (Fiandre)  | 3                 |
| Belgio (Vallonia) | 4                 |
| Canada            | 4                 |
| Danimarca         | 35                |
| Finlandia         | 8                 |
| Francia           | 6                 |
| Germania          | 3                 |
| Irlanda           | 1                 |
| Italia            | 1                 |
| Norvegia          | 10                |
| Nuova Zelanda     | 8                 |
| Paesi Bassi       | 8                 |
| Portogallo        | 3                 |
| Regno Unito       | 2                 |
| Repubblica Ceca   | 1                 |
| Spagna            | 2                 |
| Stati Uniti       | 3                 |
| Svezia            | 12                |
| Svizzera          | 4                 |
| Ungheria          | 10                |